# Teresa Potocka
Teresa Ewa Potocka, właśc. Ewa Teresa Karolina hr. Potocka z ks. Sułkowskich (ur. 22 października 1814 w Warszawie, zm. 6 lipca 1881 w Wilanowie) – polska zakonnica, założycielka Zgromadzenia Sióstr Matki Bożej Miłosierdzia.

## Życiorys
Była córką Antoniego Pawła Sułkowskiego i Ewy Kickiej h. Gozdawa (1786–1824). 19 marca 1838 poślubiła w Dreźnie Władysława hr. Potockiego h. Pilawa (1815–1855). Po jego śmierci w 1855 wstąpiła do zakonu, gdzie przyjęła imię Teresa.
W 1862 przyjęła propozycję Aleksandry Potockiej i grupy pań, które prowadziło w Warszawie „Dom Schronienia Opieki Najświętszej Maryi Panny”, i abpa Zygmunta Szczęsnego Felińskiego do założenia w tym mieście Domu Miłosierdzia. Zgromadzenie Sióstr Matki Bożej Miłosierdzia zostało założone 1 listopada 1862 z siedzibą przy ul. Żytniej. Celem zgromadzenia było ratowanie dziewcząt i kobiet potrzebujących moralnej odnowy.
Zmarła w Wilanowie. Została pochowana na cmentarzu Powązkowskim w Warszawie (kwatera 193-1,2-25,26,27).